# Земљотрес у Сан Франциску 1906.
Земљотрес у Сан Франциску 1906. је био снажан земљотрес који је погодио Сан Франциско и обалу Северне Калифорније у 5:12 пре подне, 18. априла 1906. године Најшире прихваћена процена магнитуде земљотреса је 7,9  али износе се и друге вредности, од 7,7 па чак до 8,25. Главни ударни епицентар је био на мору, око 3,2 километра од града. Потрес се осетио од Орегона до Лос Анђелеса, и све до централне Неваде. Земљотрес и пожар који су уследили се памте као једна од највећих природних катастрофа у историји Сједињених Држава уз Ураган у Галвестону 1900. и Ураган Катрина 2005. године. Процењује се да је од земљотреса и пожара страдало преко 3.000 људи, и то представља најсмртоноснију природну катастрофу у историји Калифорније.